# Amalrich I. (Jerusalem)

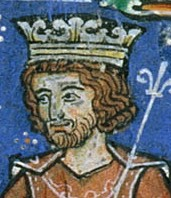
Amalrich I. in einer Darstellung aus dem 13. Jahrhundert

Amalrich I. (auch Amaury oder Aimery; * 1136; † 11. Juli 1174 in Jerusalem) aus dem Haus Château-Landon war König von Jerusalem vom 10. Februar 1162 (gekrönt 18. Februar 1162)  bis 11. Juli 1174.

## Leben
Er war der Sohn von König Fulko und Königin Melisende und der jüngere Bruder von König Balduin III. 1151 belehnte ihn sein Bruder mit der Grafschaft Jaffa, die 1153 nach einer erfolgreichen Belagerung um die von Balduin III. eroberte Festungsstadt Askalon zur „Grafschaft Jaffa und Askalon“ erweitert wurde.
Nach dem Tod Balduins III. wurde Amalrich am 18. Februar 1162 vom Patriarchen von Jerusalem, Amalrich von Nesle, zum König von Jerusalem gekrönt. Seine Regierung konzentrierte sich auf Ägypten. Sowohl er als auch Nur ad-Din, Herrscher von Damaskus und Aleppo, strebten nach der Oberhoheit über das Reich der Fatimiden: die Kreuzfahrer wollten die Eroberung des Landes seit Balduin I., und sogar Gottfried von Bouillon hatte die Abtretung Jerusalems an den Lateinischen Patriarchen von Jerusalem versprochen, falls ihm die Eroberung Kairos gelänge. Die Unterwerfung Askalons durch Balduin III. 1153 machte einen Feldzug gegen Ägypten realisierbar, und die Tempelritter begannen damit, Karten mit möglichen Invasionswegen anzulegen.
Andererseits wollte auch Nur ad-Din Ägypten besitzen, zum einen als wichtige wirtschaftliche Ressource, zum anderen, weil er so das Königreich Jerusalem einkreisen konnte. Fünf Jahre lang kämpften Amalrich und Schirkuh, Nur ad-Dins Stellvertreter, um den Besitz Ägyptens. 1164, 1167 und 1168 fiel Amalrich ohne Erfolg in Ägypten ein; der dritte Feldzug war eine kombinierte Land- und Seeoperation mit Unterstützung durch den byzantinischen Kaiser Manuel I., dessen Feldherr Andronikos Kontostephanos aber bei Damiette geschlagen wurde. Der Krieg endete, als Schirkuhs Neffe Saladin sich zunächst selbst zum Wesir und 1171, nach dem Tod des fatimidischen Kalifen, zum Sultan machte.
Amalrich erkannte die Gefahr für sein Königreich und sandte 1169, 1171 und 1173 Botschafter nach Westeuropa, um Hilfe zu erbitten. Bei seinem ersten Angriff 1170 eroberte Saladin Eilat am Roten Meer, wandte sich dann aber gegen Nur ad-Din, der Saladins Macht einzuschränken versuchte. Sowohl Amalrich als auch Nur ad-Din starben 1174. Saladin übernahm nun die Macht auch in Syrien, und eine Reihe von schwachen Königen in Jerusalem sollte ihm schließlich die Zerstörung des Königreichs ermöglichen.
Amalrich I., der zweite in Palästina geborene König von Jerusalem, war – ähnlich seinem Bruder Balduin III. – mehr ein Gelehrter als ein Krieger. Er beauftragte Wilhelm von Tyrus mit der Niederschrift einer Geschichte des Königreichs und studierte in seiner Freizeit oft die Gesetze seines Landes. Wilhelm von Tyrus war erstaunt, als er merkte, dass Amalrich während einer Krankheit über die Auferstehung nachdachte. Er besteuerte den Klerus, was diesem selbstverständlich missfiel. Dennoch gelang es ihm, sowohl Staat als auch Kirche zu entwickeln.

## Ehen und Nachkommen

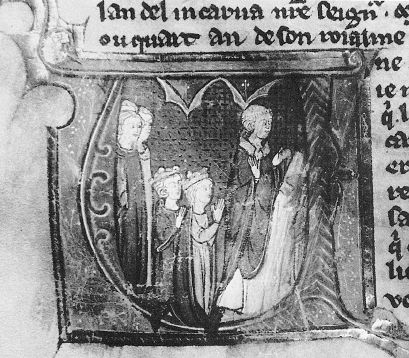
Die Heirat von Amalrich I. und Maria Comnena in Tyros im Jahre 1167, Histoire d'Outremer, gemalt in Paris um 1295–1300, (Bibliothèque Municipale, Epinal).

Spätestens seit 1158 war er mit Agnes von Edessa verheiratet, der Tochter des Grafen Joscelin II. von Edessa (Haus Courtenay) und Witwe des Rainald von Marasch. Mit Agnes hatte er zwei Kinder: Balduin IV. († 1185), 1174–1183 König von Jerusalem, und Sibylle († 1190), 1186–1190 Königin von Jerusalem. 1162, anlässlich seiner Krönung, musste Amalrich die Ehe mit Agnes wegen zu enger Blutsverwandtschaft annullieren lassen (sie war seine Cousine dritten Grades), der Patriarch von Jerusalem hätte ihm sonst die Zustimmung zur Krönung verweigert. 
Im Jahr 1167 heiratete er in zweiter Ehe Maria Komnena, Großnichte des byzantinischen Kaisers Manuel I. Mit ihr hatte er eine Tochter, Isabella I., die 1192 Königin von Jerusalem wurde und 1197 Amalrich von Lusignan, den späteren König von Zypern heiratete.